# Heinrich Leberecht Fleischer

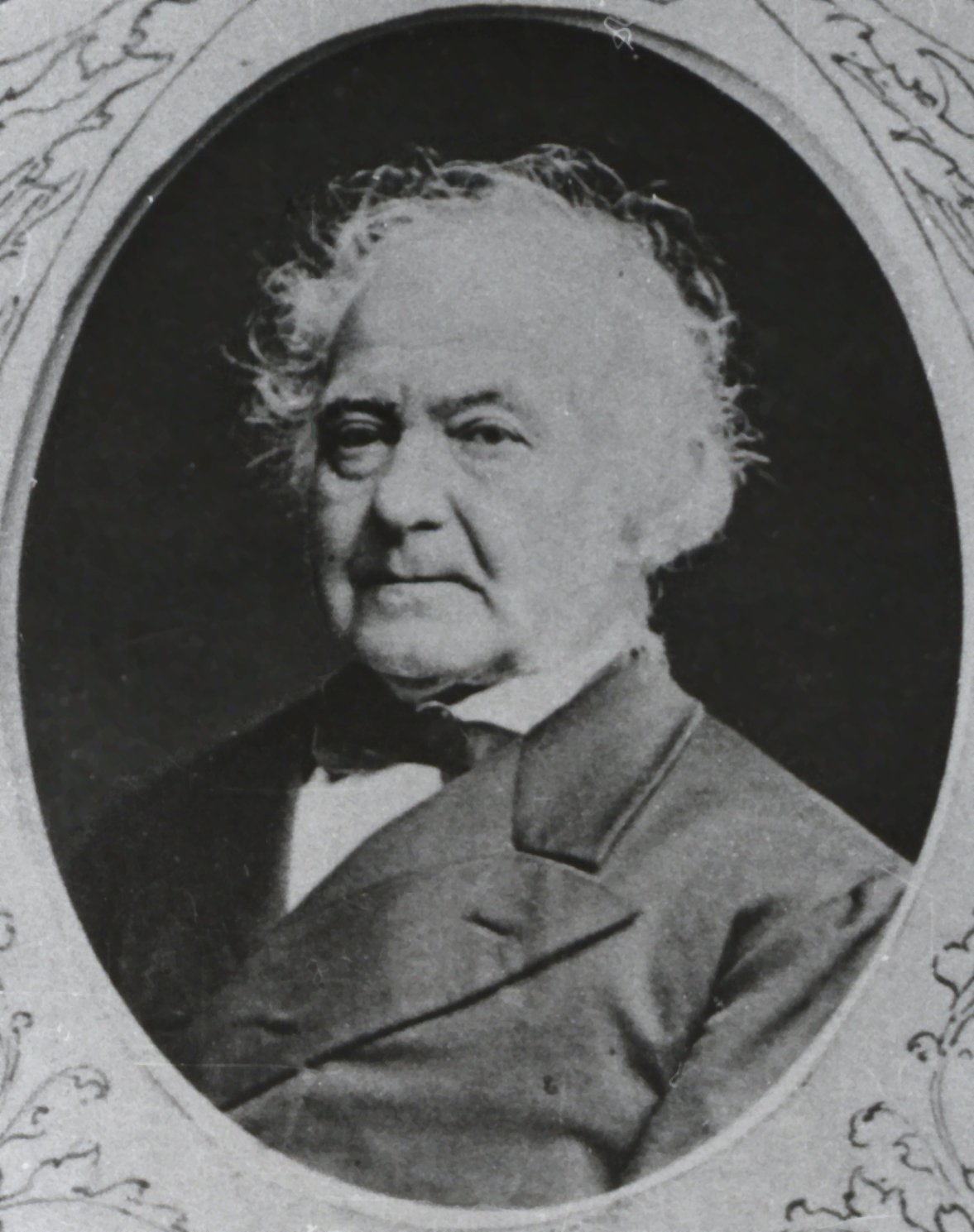
Heinrich Leberecht Fleischer.

Heinrich Leberecht Fleischer, född den 21 februari 1801 i Schandau vid Elbe, död den 10 februari 1888 i Leipzig, var en tysk orientalist.
Fleischer tog teologie ämbetsexamen i Leipzig, studerade 1824–1828 i Paris orientaliska språk under ledning av Silvestre de Sacy och fick 1831 anställning vid Kreuzschule i Dresden. År 1836 tillträdde han professuren i orientaliska språk vid universitetet i Leipzig och utövade där ett utomordentligt stort inflytande. Inom den arabiska filologin ansågs han som sin tids förnämsta auktoritet och införde en verklig metod i denna vetenskap. Hans egna arbeten är mönstergilla, men ännu större betydelse hade hans många kritiska granskningar, vilka stundom svällde ut till gedigna avhandlingar. Fleischer var även en bland stiftarna av tyska orientaliska sällskapet i Halle och Leipzig (1845) och redigerade i flera år dess tidskrift, Zeitschrift der deutschen morgenländischen Gesellschaft. 
De viktigaste av hans arbeten är Abul-feda, Historia anteislamica (med latinsk översättning, 1831), Catalogus codicum manuscriptorum orientalium bibliothecæ Dresdensis (samma år), Ali's hundert Sprüche, arabisch und persisch paraphrasiert von Reschideddin Watwat (med tysk översättning, 1837), Beidhawii commentarius in coranum (två band, 1846–1848, jämte indices av Fell 1878), fortsättningen av det genom Habichts död avbrutna utgivandet av Tausend und eine Nacht (band 9–12, 1842–1843) och översättning och bearbetning av Mirzā Muhammed Ibrahīms nypersiska grammatik (Grammatik der lebenden persischen Sprache, 1847; andra upplagan 1875) jämte en stor mängd recensioner och tidskriftsuppsatser, sedermera återutgivna under titeln Kleinere Schriften (tre band, 1885–1888). Han biograferades av August Müller i Bezzenbergers Beiträge zur kunde der indogermanischen Sprachen, XV (1889).